# Campionatul European de Atletism în sală din 1973
A 4-a ediție a Campionatului European de Atletism în sală s-a desfășurat între 10 și 11 martie 1973 la Rotterdam, Țările de Jos. Au participat 304 sportivi din 25 de țări.

## Sală
Probele au avut loc la Rotterdam Ahoy. Acesta a fost inaugurat în anul 1971.

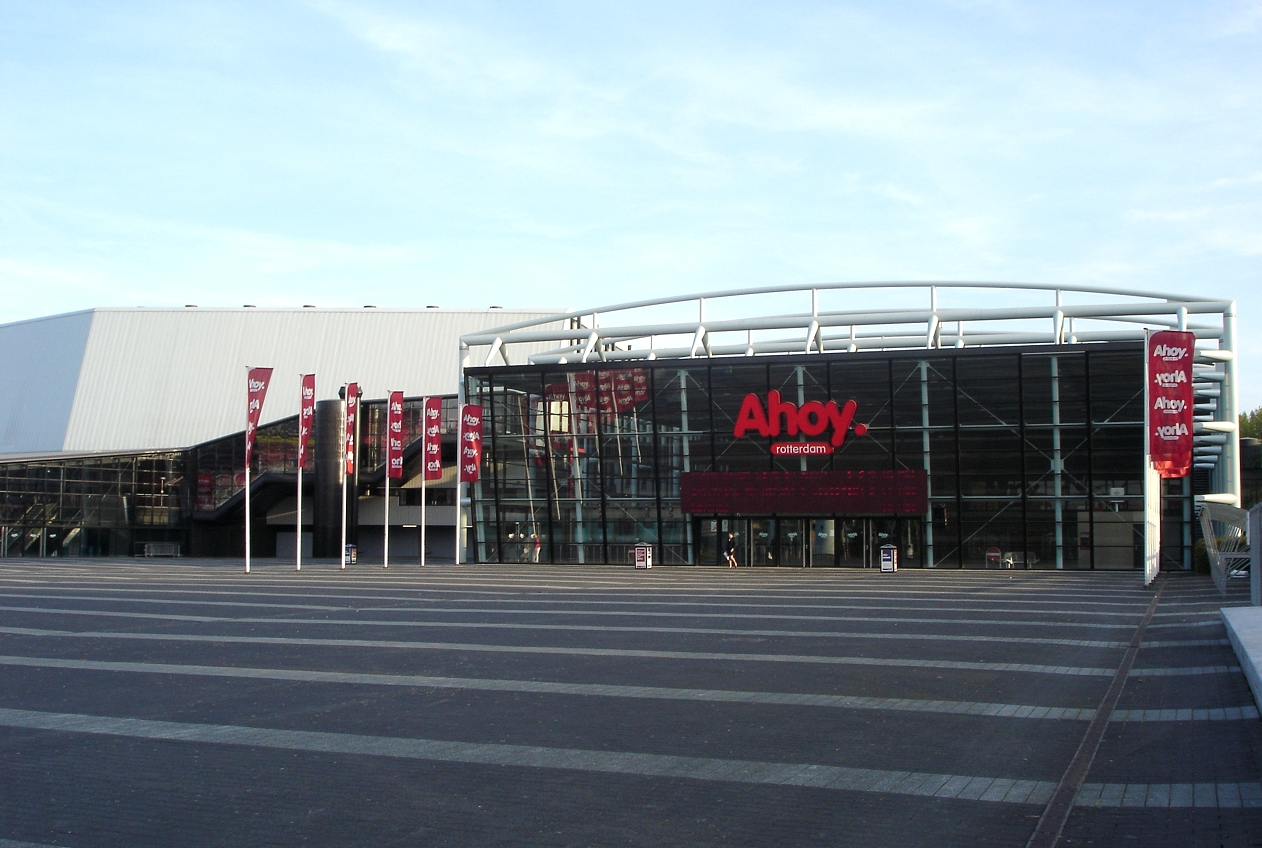
Rotterdam Ahoy
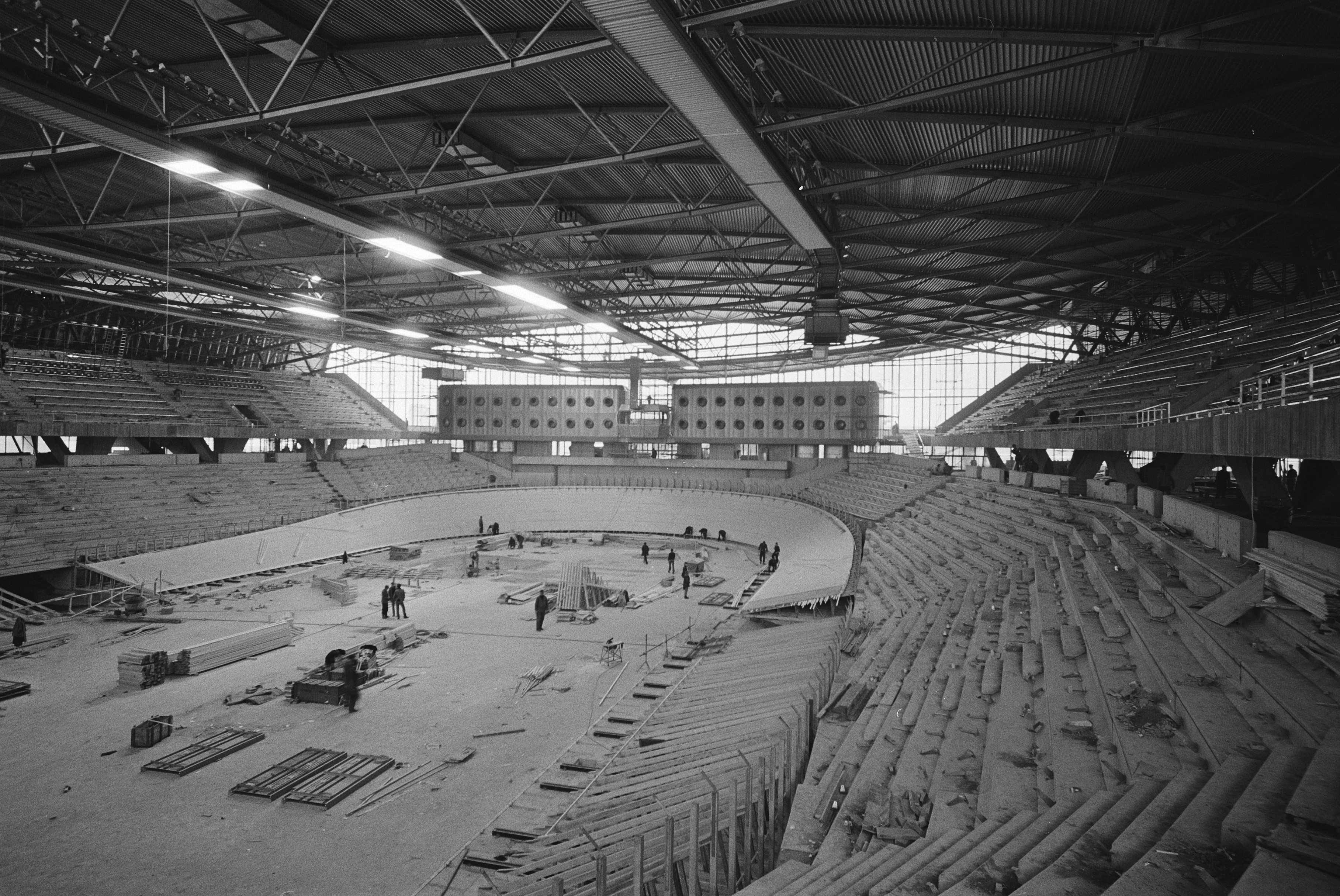
9 decembrie 1970

## Rezultate
RM - record mondial; RE - record european; RC - record al competiției; RN - record național; PB - cea mai bună performanță a carierei

### Masculin
| Event                | Aur                                                                          | Aur        | Argint                                                            | Argint  | Bronz                                                                       | Bronz      |
| 60 m                 | Zenon Nowosz (POL)                                                           | 6,64       | Manfred Kokot (GDR)                                               | 6,66    | Raimo Vilén (FIN)                                                           | 6,71       |
| 400 m                | Luciano Sušanj (YUG)                                                         | 46,38 RC   | Benno Stops (GDR)                                                 | 47,31   | Dariusz Podobas (POL)                                                       | 47,40      |
| 800 m                | Francis Gonzalez (FRA)                                                       | 1:49,17    | Gerhard Stolle (GDR)                                              | 1:49,32 | Jozef Plachý (TCH)                                                          | 1:49,50    |
| 1500 m               | Henryk Szordykowski (POL)                                                    | 3:43,01    | Herman Mignon (BEL)                                               | 3:43,16 | Klaus-Peter Justus (GDR)                                                    | 3:43,36    |
| 3000 m               | Emiel Puttemans (BEL)                                                        | 7:44,51 RC | Willy Polleunis (BEL)                                             | 7:51,86 | Pekka Päivärinta (FIN)                                                      | 7:52,97 RN |
| 60 m garduri         | Frank Siebeck (GDR)                                                          | 7,71 RC    | Adam Galant (POL)                                                 | 7,76    | Thomas Munkelt (GDR)                                                        | 7,81       |
| Ștafetă 4×340 m      | Franța Lucien Sainte-Rose Patrick Salvador Francis Kerbiriou Lionel Malingre | 2:46,00    | RFG Falko Geiger Karl Honz Ulrich Reich Hermann Köhler            | 2:46,42 |                                                                             |            |
| Ștafetă 4×680 m      | RFG Reinhold Soyka Josef Schmid Thomas Wessinghage Paul-Heinz Wellmann       | 6:21,58    | Cehoslovacia Ivan Kováč Jozef Samborský Jozef Plachý Ján Šišovský | 6:21,60 | Poland · Krzysztof Linkowski · Lesław Zając · Czesław Jursza · Henryk Sapko | 6:26,95    |
| Săritura în înălțime | István Major (HUN)                                                           | 2,20       | Jiří Palkovský (TCH)                                              | 2,20    | Vasilios Papadimitriou (GRE)                                                | 2,17       |
| Săritura cu prăjina  | Renato Dionisi (ITA)                                                         | 5,40 =RC   | Hans-Jürgen Ziegler (FRG)                                         | 5,35    | Jean-Michel Bellot (FRA)                                                    | 5,30       |
| Săritura în lungime  | Hans Baumgartner (FRG)                                                       | 7,85       | Max Klauss (GDR)                                                  | 7,83    | Grzegorz Cybulski (POL)                                                     | 7,81       |
| Triplusalt           | Carol Corbu (ROM)                                                            | 16,80      | Michał Joachimowski (POL)                                         | 16,75   | Mihail Bariban (URS)                                                        | 16,38      |
| Aruncarea greutății  | Jaroslav Brabec (TCH)                                                        | 20,29      | Gerd Lochmann (GDR)                                               | 20,12   | Jaromír Vlk (TCH)                                                           | 19,68      |

### Feminin
| Event                | Aur                                                                | Aur        | Argint                                                                | Argint  | Bronz                                                                                | Bronz   |
| 60 m                 | Annegret Richter (FRG)                                             | 7,27 RC    | Petra Vogt (GDR)                                                      | 7,29    | Sylviane Telliez (FRA)                                                               | 7,32    |
| 400 m                | Verona Bernard (GBR)                                               | 53,04      | Waltraud Dietsch (GDR)                                                | 53,35   | Renate Siebach (GDR)                                                                 | 53,49   |
| 800 m                | Stefka Iordanova (BUL)                                             | 2:02,65 RC | Elfi Rost (GDR)                                                       | 2:02,83 | Elżbieta Skowrońska (POL)                                                            | 2:02,90 |
| 1500 m               | Ellen Tittel (FRG)                                                 | 4:16,17    | Tonka Petrova (BUL)                                                   | 4:17,20 | Iris Claus (GDR)                                                                     | 4:21,49 |
| 60 m garduri         | Annelie Ehrhardt (GDR)                                             | 8,02       | Valeria Bufanu (ROM)                                                  | 8,16    | Teresa Nowak (POL)                                                                   | 8,23    |
| Ștafetă 4×170 m      | RFG Christiane Krause Annegret Richter Ingeborg Helten Rita Wilden | 1:21,15    | Austria Brigitte Haest Christa Kepplinger Carmen Mähr Karoline Käfer  | 1:23,33 |                                                                                      |         |
| Ștafetă 4×340 m      | RFG Dagmar Jost Erika Weinstein Annelie Wilden Gisela Ellenberger  | 3:10,85    | Franța Colette Besson Chantal Jouvhomme Chantal Leclerc Nicole Duclos | 3:11,20 | Poland · Danuta Manowiecka · Marta Skrzypińska · Krystyna Kacperczyk · Danuta Piecyk | 3:11,65 |
| Săritura în înălțime | Iordanka Blagoeva (BUL)                                            | 1,92 =RC   | Rita Gildemeister (GDR)                                               | 1,86    | Milada Karbanová (TCH)                                                               | 1,86    |
| Săritura în lungime  | Diana Iorgova (BUL)                                                | 6,45       | Jarmila Nygrýnová (TCH)                                               | 6,30    | Mirosława Sarna (POL)                                                                | 6,15    |
| Aruncarea greutăți   | Helena Fibingerová (TCH)                                           | 19,08      | Ludwika Chewińska (POL)                                               | 18,29   | Antonina Ivanova (URS)                                                               | 18,25   |

## Clasament pe medalii
| Loc   | Țară                        | Aur | Argint | Bronz | Total |
| ----- | --------------------------- | --- | ------ | ----- | ----- |
| 1     | RFG                         | 6   | 2      | 0     | 8     |
| 2     | Bulgaria                    | 3   | 1      | 0     | 4     |
| 3     | Republica Democrată Germană | 2   | 9      | 4     | 15    |
| 4     | Polonia                     | 2   | 3      | 7     | 12    |
| 5     | Cehoslovacia                | 2   | 3      | 3     | 8     |
| 6     | Franța                      | 2   | 1      | 2     | 5     |
| 7     | Belgia                      | 1   | 2      | 0     | 3     |
| 8     | România                     | 1   | 1      | 0     | 2     |
| 9     | Ungaria                     | 1   | 0      | 0     | 1     |
| 9     | Italia                      | 1   | 0      | 0     | 1     |
| 9     | Regatul Unit                | 1   | 0      | 0     | 1     |
| 9     | Iugoslavia                  | 1   | 0      | 0     | 1     |
| 13    | Austria                     | 0   | 1      | 0     | 1     |
| 14    | Finlanda                    | 0   | 0      | 2     | 2     |
| 14    | Uniunea Sovietică           | 0   | 0      | 2     | 2     |
| 16    | Grecia                      | 0   | 0      | 1     | 1     |
| Total | Total                       | 23  | 23     | 21    | 67    |

## Participarea României la campionat
Șase atleți au reprezentat România.
- Carol Corbu – triplusalt - locul 1
- Valeria Bufanu – 60 m - locul 16, 60 m garduri - locul 2
- Csaba Dosza – înălțime - locul 4
- Viorica Viscopoleanu – lungime - locul 6
- Dorel Cristudor – 60 m - locul 8
- Nicolae Perțea – 60 m garduri - locul 8